# 博尔莱索格
博尔莱索格（法語：Bort-les-Orgues，法語發音：[bɔʁ lez‿ɔʁɡ]），法国中南部城市，新阿基坦大区科雷兹省的一个市镇，隶属于于塞勒区，其市镇面积为15.07平方公里，2022年1月1日时人口数量为2,487人，在法国城市中排名第4,246位。
博尔莱索格位于科雷兹省东部，多尔多涅河畔，其北、东、南三面与康塔尔省接壤，20世纪初曾为一处铁路枢纽，现为一个区域性的中心集镇，因其境内同名的大型水电站而闻名。法国历史学家让-弗朗索瓦·马蒙泰尔出生于博尔莱索格。

## 地名来源
根据包括阿尔贝·多扎在内的多名法国地名学家的论述，“Bort”一名出自“Boduoritu”，后者转写自高卢语单词“boduo”和“ritu”，分别意为“乌鸦”和“河滩”。“-les-Orgues”这一后缀自1919年起成为当地官方名称的一部分，该名称与当地的地质自然景观有关。
博尔莱索格所处区域历史上曾通行奥克语，“Bort-les-Orgues”在奥克语维基百科及Openstreetmap中对应的拼写为“Bòrt”。

## 历史

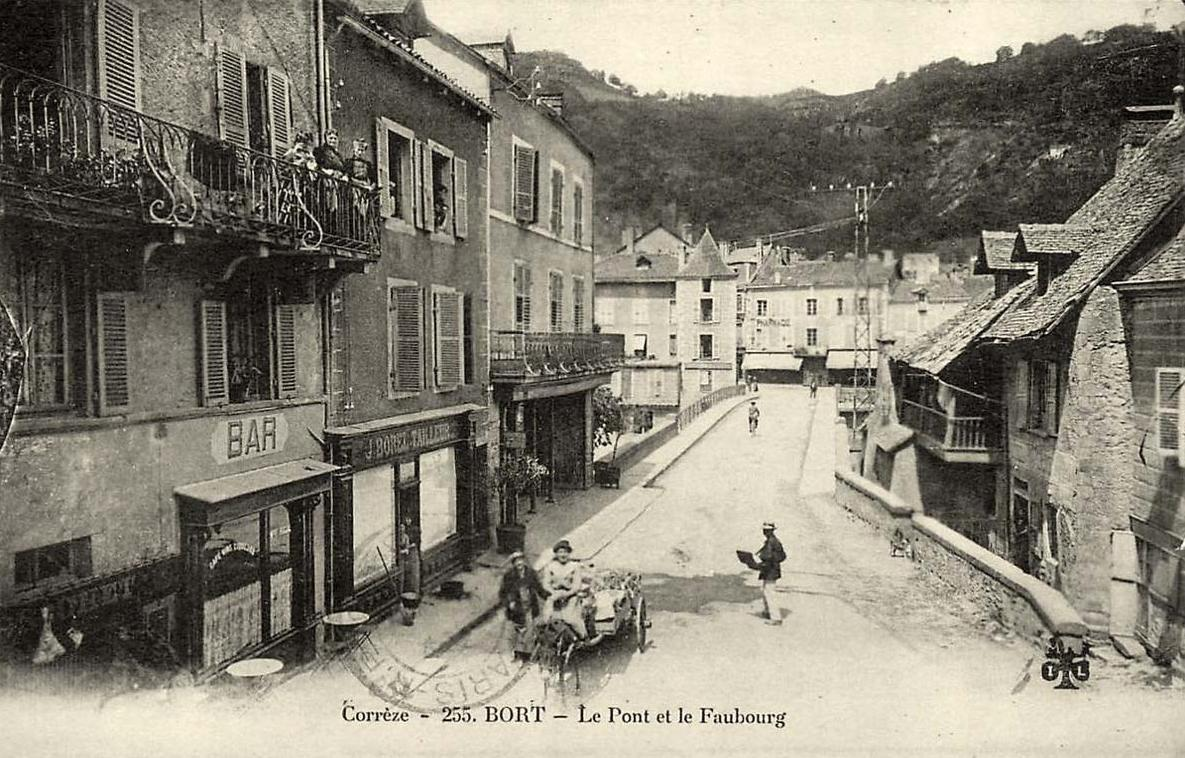
20世纪初的博尔莱索格镇中心

博尔莱索格的早期历史尚不清楚，其所处的多尔多涅河谷曾发现尼安德特人的活动遗迹。古典时期，一条连接克莱蒙费朗和利摩日之间的道路由博尔附近经过，当地的一座小教堂最初于公元507年在克洛维一世的一份手记中被提及。公元10世纪时，博尔境内兴建了一处修道院。1204年，两名参与十字军东征的天主教圣人的灵柩被安放于此。英法百年战争期间，在查理七世的支持下，博尔城墙于1438年建成。中世纪末，博尔成为利摩日子爵的一处领地。法国大革命后，博尔成为科雷兹省的一个市镇。工业革命期间，博尔莱索格境内出现了石材及木材加工作坊，纺织业亦成为当地的经济支柱。1882年，途径博尔莱索格的布尔日—米耶卡兹铁路建成通车，1908年，博尔莱索格—讷萨格铁路亦建成通车。1942年，博尔莱索格水电站开始修建，这项工程于1952年完成，其间，博尔莱索格驻扎了大批施工人员。水电站的修建使得布尔日—米耶卡兹铁路博尔莱索格北侧路段被中断，法国国家铁路公司原计划修建水库绕行线，但因施工难度太大而未能实现。自二战结束以来，博尔莱索格的人口数量持续下降。1981年，博尔莱索格火车站关闭，原铁路线的部分路段被当地铁路爱好者收购用于开行旅游列车。

## 地理

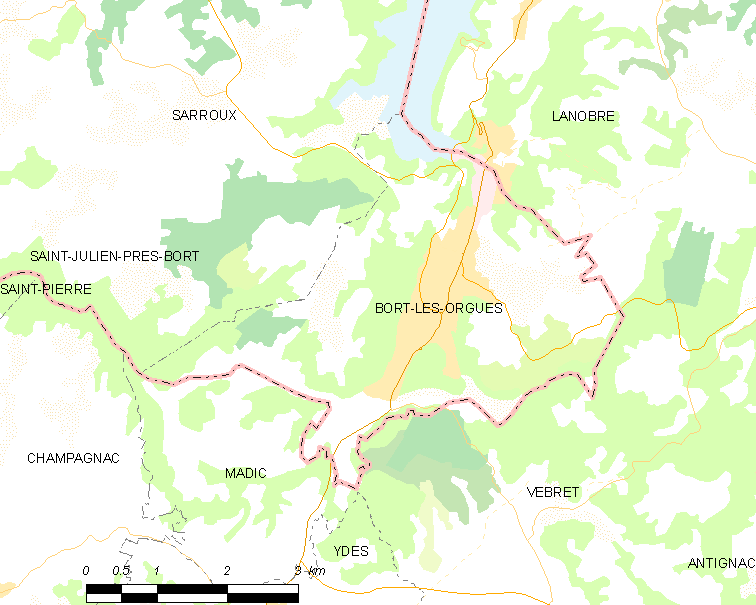
博尔莱索格市镇范围地图

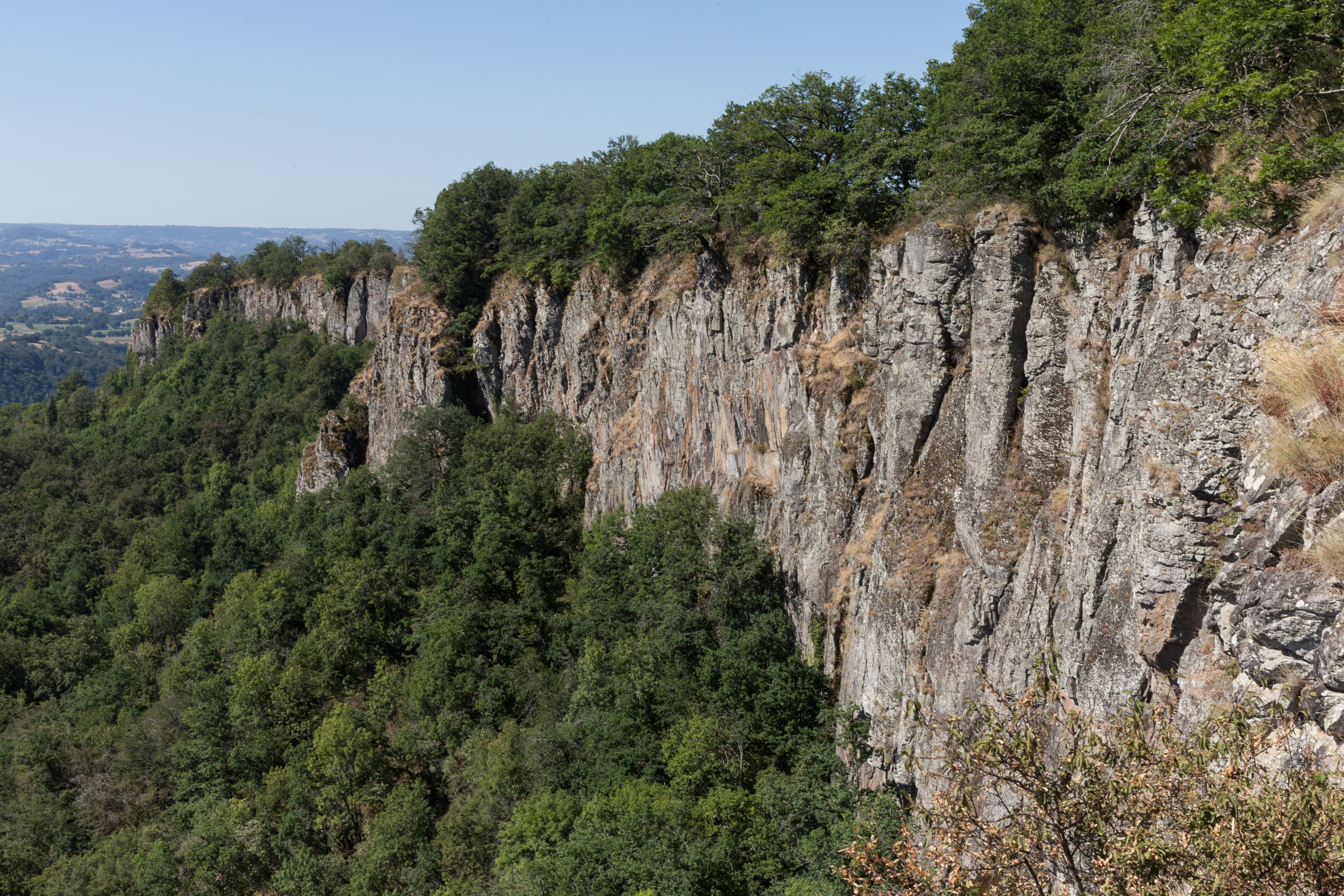
奥尔格玄武岩地貌

博尔莱索格位于法国中南部偏西，新阿基坦大区东部和科雷兹省东部，北、东、南三面与康塔尔省接壤，距离省会蒂勒大约82公里。与博尔莱索格接壤的市镇包括：拉诺布尔、萨鲁-圣朱利安、塔朗泰讷河畔尚-马尔沙勒、马迪克和沃布雷。

### 地形
博尔莱索格位于法国中央高原腹地，以博尔莱索格为中心的传统区域被称为“博尔地区”（Pays de Bort）。该区域以丘陵为主，博尔莱索格市镇中心位于一处地势较为平坦的狭窄河谷地带，附近为山岭，全境海拔在403到788米之间。

### 地质
在法国地质学上，博尔莱索格因当地的博尔奥尔格地貌景观而闻名，后者为一种奥尔格玄武岩，由风化侵蚀作用而形成，因其外观类似管制乐器，“Orgue”一名即来源于此。

### 水文
博尔莱索格位于加龙河流域范围内，多尔多涅河干流自北向南流经镇中心，市区北侧为人工修建的博尔莱索格水坝，其拦截后形成的蓄水区域被称为“博尔莱索格湖”。此外，多尔多涅河左岸支流吕河在博尔莱索格市区南部与之交汇。

### 植被
博尔莱索格属于温带阔叶混交林区，东侧部分高海拔区域有少量针叶林分布，林地广泛分布于河流附近及山地地区。市区内的主要绿地公园包括文化中心公园（Parc du Centre Culturel）、马蒙泰尔广场（Place de Marmontel）等，均常年免费向公众开放。
在鲜花城市的评比中，博尔莱索格被评为2星级鲜花城市。

### 气候
博尔莱索格在柯本气候分类法中属于带有山地特征的温带海洋性气候（Cfb）。
距离博尔莱索格最近的常年气象站位于赛涅境内，以下为该气象站的数据（其中日照数据取自欧里亚克气象站）：
| 赛涅 1981年－2019年 | 赛涅 1981年－2019年 | 赛涅 1981年－2019年 | 赛涅 1981年－2019年 | 赛涅 1981年－2019年 | 赛涅 1981年－2019年 | 赛涅 1981年－2019年 | 赛涅 1981年－2019年 | 赛涅 1981年－2019年 | 赛涅 1981年－2019年 | 赛涅 1981年－2019年 | 赛涅 1981年－2019年 | 赛涅 1981年－2019年 | 赛涅 1981年－2019年 |
| 月份                | 1月                 | 2月                 | 3月                 | 4月                 | 5月                 | 6月                 | 7月                 | 8月                 | 9月                 | 10月                | 11月                | 12月                | 全年                |
| ------------------- | ------------------- | ------------------- | ------------------- | ------------------- | ------------------- | ------------------- | ------------------- | ------------------- | ------------------- | ------------------- | ------------------- | ------------------- | ------------------- |
| 历史最高温 °C（°F） | 18.2 (64.8)         | 23 (73)             | 27.1 (80.8)         | 30.7 (87.3)         | 33.5 (92.3)         | 38 (100)            | 39.4 (102.9)        | 40.1 (104.2)        | 34.2 (93.6)         | 29.5 (85.1)         | 25.8 (78.4)         | 22 (72)             | 40.1 (104.2)        |
| 平均高温 °C（°F）   | 7.6 (45.7)          | 9.5 (49.1)          | 12.9 (55.2)         | 15.6 (60.1)         | 20 (68)             | 23.8 (74.8)         | 26.5 (79.7)         | 26.1 (79.0)         | 22.2 (72.0)         | 17.5 (63.5)         | 11.4 (52.5)         | 8.1 (46.6)          | 16.8 (62.2)         |
| 日均气温 °C（°F）   | 3 (37)              | 4.1 (39.4)          | 7 (45)              | 9.4 (48.9)          | 13.5 (56.3)         | 17 (63)             | 19.4 (66.9)         | 19 (66)             | 15.4 (59.7)         | 11.8 (53.2)         | 6.6 (43.9)          | 3.7 (38.7)          | 10.8 (51.4)         |
| 平均低温 °C（°F）   | −1.6 (29.1)         | −1.2 (29.8)         | 1.1 (34.0)          | 3.1 (37.6)          | 7 (45)              | 10.2 (50.4)         | 12.3 (54.1)         | 11.8 (53.2)         | 8.6 (47.5)          | 6.1 (43.0)          | 1.8 (35.2)          | −0.6 (30.9)         | 4.9 (40.8)          |
| 历史最低温 °C（°F） | −25 (−13)           | −16.5 (2.3)         | −15.3 (4.5)         | −5.5 (22.1)         | −2.7 (27.1)         | 0.2 (32.4)          | 3.5 (38.3)          | 2 (36)              | −1.2 (29.8)         | −7.7 (18.1)         | −12 (10)            | −13.8 (7.2)         | −25 (−13)           |
| 平均降水量 mm（）   | 68.6 (2.70)         | 63.2 (2.49)         | 68.3 (2.69)         | 89.4 (3.52)         | 100 (3.9)           | 91.8 (3.61)         | 79.8 (3.14)         | 76.9 (3.03)         | 101.9 (4.01)        | 92.1 (3.63)         | 90.4 (3.56)         | 79.4 (3.13)         | 1,001.8 (39.44)     |
| 月均日照時數        | 110                 | 126.8               | 177.2               | 179.3               | 210.4               | 242.1               | 268                 | 248.8               | 206.1               | 148.7               | 100.3               | 100                 | 2,117.7             |
| 来源：infoclimat.fr |                     |                     |                     |                     |                     |                     |                     |                     |                     |                     |                     |                     |                     |

## 行政区划
博尔莱索格的市镇编号为19028，邮政编号为19110。
在行政管理方面，博尔莱索格隶属于法国新阿基坦大区科雷兹省于塞勒区；在地方选举方面，博尔莱索格是博尔莱索格县的中央投票站所在地，其市镇范围全境被划入科雷兹省第一选区；在社会管理方面，博尔莱索格是上科雷兹市镇公共社区的组成部分。
截至2023年7月，博尔莱索格市镇范围内暂无任何城市敏感街区及城市政策优先街区。
法国国家统计与经济研究所（简称）在进行数据统计时，将博尔莱索格市镇单独设为博尔莱索格城市核心区（Unité urbaine de Bort-les-Orgues），并将包括核心区在内的周边共三个市镇划为博尔莱索格城市区。自2020年起，博尔莱索格城市区被包含11个市镇的博尔莱索格城市辐射区代替。此外，还将博尔莱索格市镇整体看作一个“块区”（IRIS），以便于统计人口分布情况。

## 交通

### 公路
科雷兹省省道D45线、D922线和D979线在博尔莱索格境内交汇。以下城际巴士线路经停博尔莱索格：
TER新阿基坦：
- R16线：博尔莱索格—于塞勒（每天往返三班）

区域巴士：
- C24线：博尔莱索格—皮纳泰勒地区讷萨格（每天往返两班）
- P47线：克莱蒙费朗—圣于连皮拉韦兹—博尔莱索格—莫里亚克（每天往返三班）

2019年，51.1%的博尔莱索格家庭拥有至少一辆私人汽车。2020年，博尔莱索格境内共发生各类交通事故1起，造成1人受伤。
| 23 | 27 |

| 25 | 42 |

| 蒂勒 | 83 |

| 梅马克 | 38 |

| 于塞勒 | 26 |

| 圣于连皮拉韦兹 | 43 |

| 莫里亚克 | 30 |

| 讷萨格 | 66 |

### 铁路

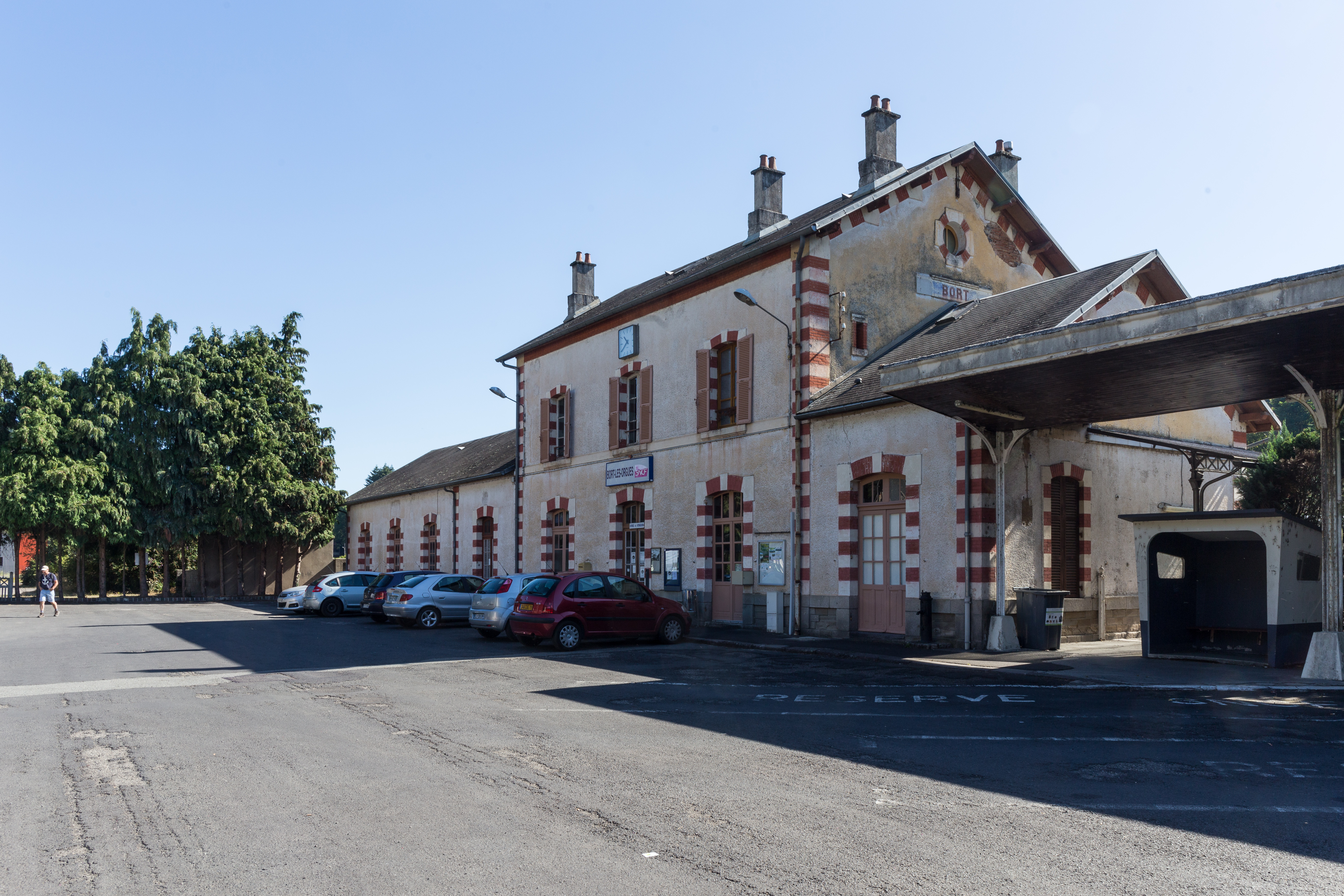
原博尔莱索格火车站主站房

博尔莱索格位于布尔日—米耶卡兹铁路和博尔莱索格—讷萨格铁路的交汇处，这两条铁路在博尔莱索格附近的路段均已停止商业运输服务，部分路段被开发为旅游铁路，原有的博尔莱索格站得以保留。
距离博尔莱索格最近的运营中的客运铁路车站为27公里外的于塞勒站，该站停靠始发前往布里夫和利摩日两个方向的区域列车，另有城际巴士可前往蒙吕松。

### 航空
距离博尔莱索格最近的民用航空站为81公里外的欧里亚克机场。

### 城市公共交通
截至2023年7月，博尔莱索格暂无城市公共交通系统。

## 政治

### 市政内阁
博尔莱索格的现任市长为埃里克·齐奥洛先生（Eric ZIOLO），他是共和党的一名成员，在2020年的市政选举中获得了100.00%的支持率（无其他候选人）。
| 博尔莱索格历届市长 | 博尔莱索格历届市长                                      | 博尔莱索格历届市长                 |
| 任期               | 市长                                                    | 党派                               |
| ------------------ | ------------------------------------------------------- | ---------------------------------- |
| 1944年－1945年     | Albert SARDAIN 阿尔贝·萨尔丹                            | PCF法国共产党                      |
| 1945年－1959年     | Henri PALLUS 亨利·帕吕                                  | SFIO工人国际法国支部               |
| 1959年－1964年     | Joseph LACHAZE 约瑟夫·拉沙兹                            | 無黨籍                             |
| 1964年－1971年     | Jean-Baptiste PAPON 让-巴蒂斯特·帕蓬                    | UDR共和国保卫联盟                  |
| 1971年－1983年     | Roger GUILLARD 罗歇·居亚尔                              | UDR共和国保卫联盟 →RPR保衛共和聯盟 |
| 1983年－2001年     | Jean-Pierre DUPONT 让-皮埃尔·杜邦                       | RPR保衛共和聯盟                    |
| 2001年－2020年     | Nathalie DELCOUDERC-JUILLARD 娜塔莉·德尔库代尔克-瑞亚尔 | PS社会党                           |
| 2020年－           | Eric ZIOLO 埃里克·齐奥洛                                | LR共和黨                           |

### 各级选举
| 博尔莱索格历届投票选举结果 | 博尔莱索格历届投票选举结果 | 博尔莱索格历届投票选举结果 | 博尔莱索格历届投票选举结果 | 博尔莱索格历届投票选举结果     | 博尔莱索格历届投票选举结果 | 博尔莱索格历届投票选举结果 | 博尔莱索格历届投票选举结果     | 博尔莱索格历届投票选举结果 | 博尔莱索格历届投票选举结果 |
| 选举项目                   | 选举范围                   | 选区单位                   | 选区单位内的选举结果       | 选区单位内的选举结果           | 选区单位内的选举结果       | 选区单位内的选举结果       | 选区单位内的选举结果           | 选区单位内的选举结果       | 参考资料                   |
| 选举项目                   | 选举范围                   | 选区单位                   | 第一轮胜出者               | 第一轮胜出者                   | 支持率                     | 第二轮胜出者               | 第二轮胜出者                   | 支持率                     | 参考资料                   |
| -------------------------- | -------------------------- | -------------------------- | -------------------------- | ------------------------------ | -------------------------- | -------------------------- | ------------------------------ | -------------------------- | -------------------------- |
| 2017年法國總統選舉         | 法國                       | 市镇                       |                            | 埃马纽埃尔·马克龙              | 25.8%                      |                            | 埃马纽埃尔·马克龙              | 69.38%                     | [ 31 ]                     |
| 2017年法国立法选举         | 科雷兹省第一选区           | 市镇                       |                            | 克里斯托夫·热尔蒂              | 32.34%                     |                            | 克里斯托夫·热尔蒂              | 59.05%                     | [ 31 ]                     |
| 2019年欧洲议会选举         | 法國                       | 市镇                       |                            | 若尔当·巴尔代拉                | 25.25%                     | （不适用）                 | （不适用）                     | （不适用）                 | [ 33 ]                     |
| 2021年法国省级选举         | 科雷兹省                   | 县                         |                            | 玛丽-洛尔·维达尔 埃里克·齐奥洛 | 45.97%                     |                            | 玛丽-洛尔·维达尔 埃里克·齐奥洛 | 59.36%                     | [ 34 ]                     |
| 2021年法国省级选举         | 科雷兹省                   | 市镇                       |                            | 玛丽-洛尔·维达尔 埃里克·齐奥洛 | 51.5%                      |                            | 玛丽-洛尔·维达尔 埃里克·齐奥洛 | 63.86%                     | [ 34 ]                     |
| 2021年法国大区选举         |                            | 市镇                       |                            | 尼古拉·弗洛里安                | 33.7%                      |                            | 尼古拉·弗洛里安                | 38.04%                     | [ 35 ]                     |
| 2022年法国总统选举         | 法國                       | 市镇                       |                            | 玛丽娜·勒庞                    | 25.62%                     |                            | 埃马纽埃尔·马克龙              | 52.53%                     | [ 31 ]                     |
| 2022年法国立法选举         | 科雷兹省第一选区           | 市镇                       |                            | 弗朗西斯·迪布瓦                | 22.97%                     |                            | 弗朗西斯·迪布瓦                | 59.05%                     | [ 31 ]                     |

## 人口
2020年，博尔莱索格市镇人口数量为2,595，在法国排名第4,246位。其中男性1,205人，女性1,443人，75岁及以上人口占17.6%，外籍人口数量为44人，人口密度为172人/平方公里，当地居民被称为（男性）或（女性）。2020年，博尔莱索格境内出生15人，死亡人口58人。
| 博尔莱索格1901年－2020年人口变化情况 |
|                                      |
| 数据来源：Cassini、INSEE             |

## 经济

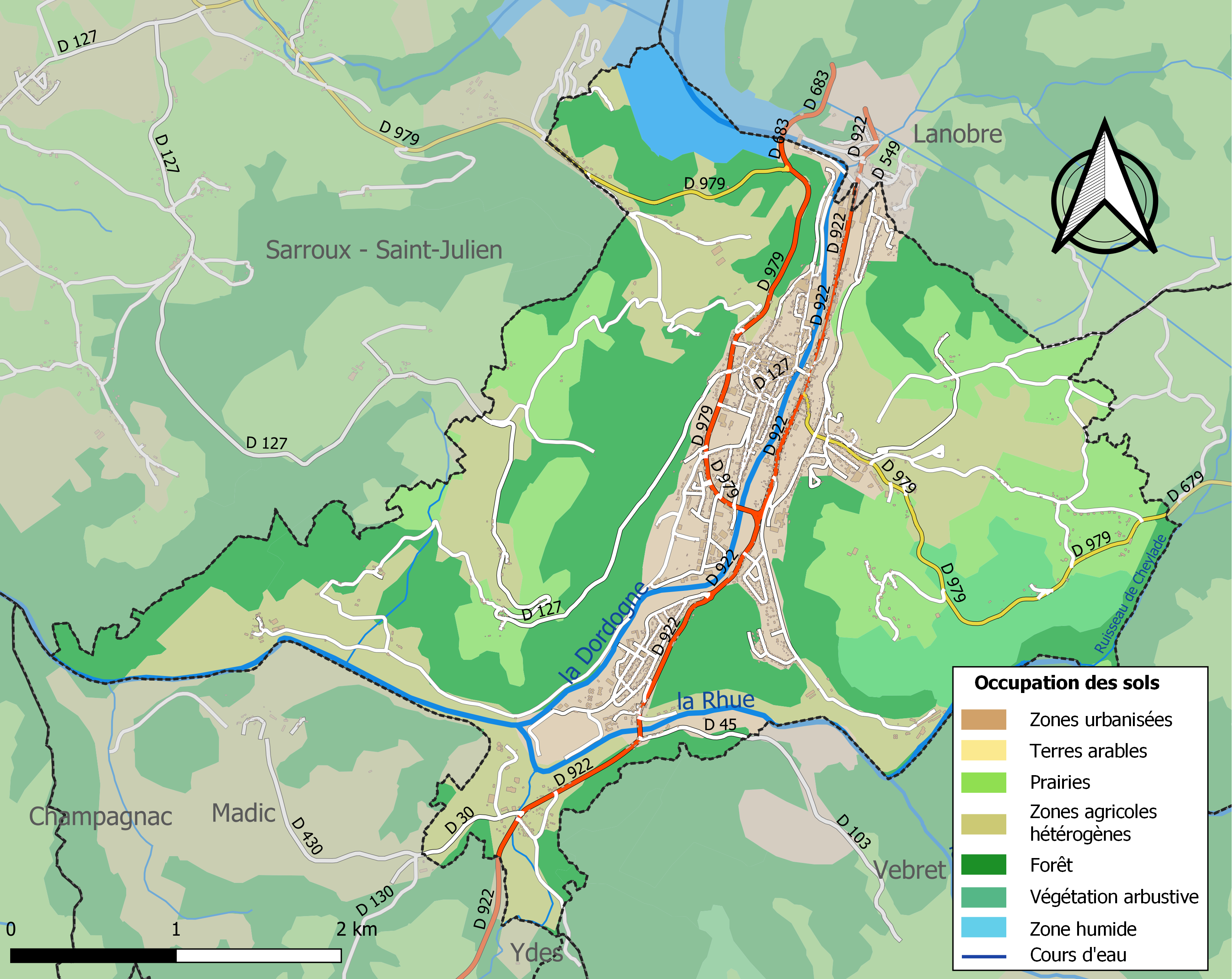
博尔莱索格土地利用情况地图

博尔莱索格是一个区域性的中心城市。截至2023年7月，博尔莱索格市镇范围内共有各类用人单位（包含自雇）471家，平均历史为21年，其中99.17%为中小型企业（PME），2023年5月至7月间，当地的经济活力指数为0.42%。（手提包生产）、（预制板生产）及（大型零售）是当地2021年营业额最高的三个企业，分别为38,879,679欧元、20,808,952欧元和19,753,234欧元。

## 财政与居民收入
2021年，博尔莱索格的财政收入总额为3,908,430欧元，财政支出总额为3,271,500欧元，当年的债务总额为1,604,160欧元。2021年，博尔莱索格市镇通过增值税获得84,610欧元的收入，此外当地还共获得了684,980欧元的国家直接财政补助。
2019年，博尔莱索格的人均月收入总额为1,796欧元，其中高级职员为3,067欧元，低于法国平均水平（4,230欧元）；中级职员为2,376欧元，低于法国平均水平（2,411欧元）；普通职员为1,636欧元，亦低于法国平均水平（1,740欧元）。
2019年，博尔莱索格境内的贫困率为16%，青壮年（15至64岁）失业率为11.4%；当地35.0%的家庭拥有纳税资格，平均纳税2,260欧元，低于法国平均水平（4,393欧元）。

## 社会事务

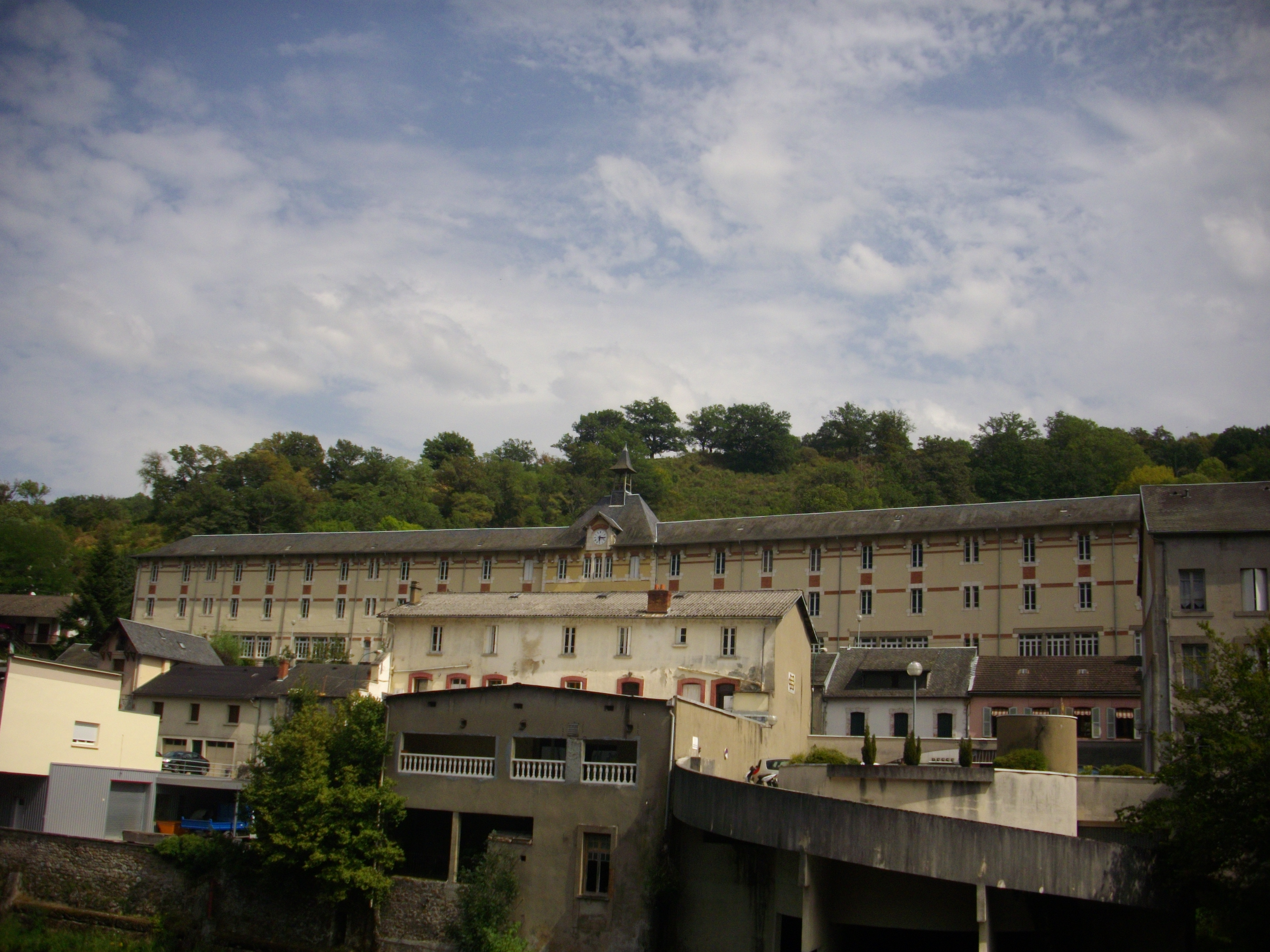
马蒙泰尔初级中学

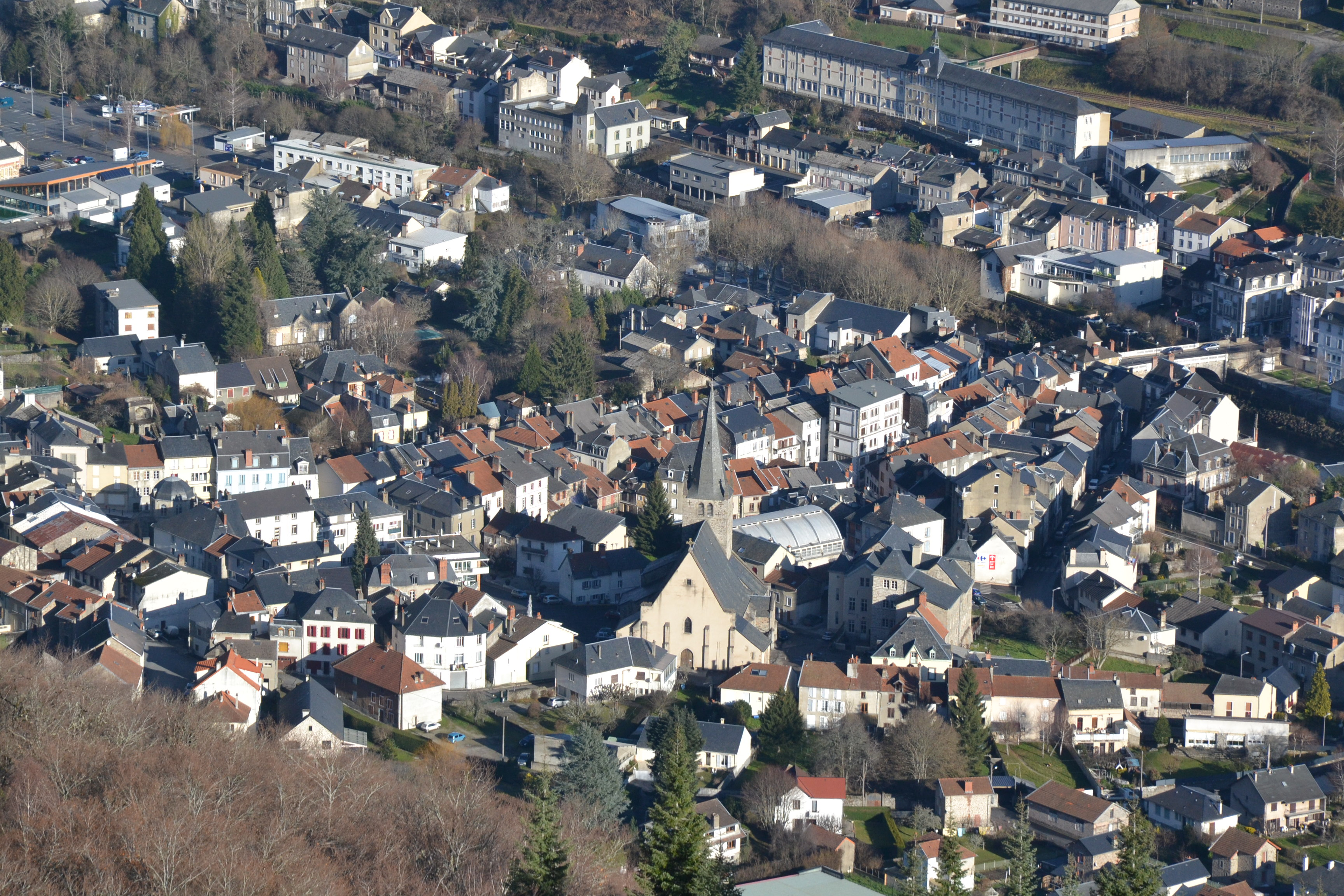
航拍博尔莱索格镇中心

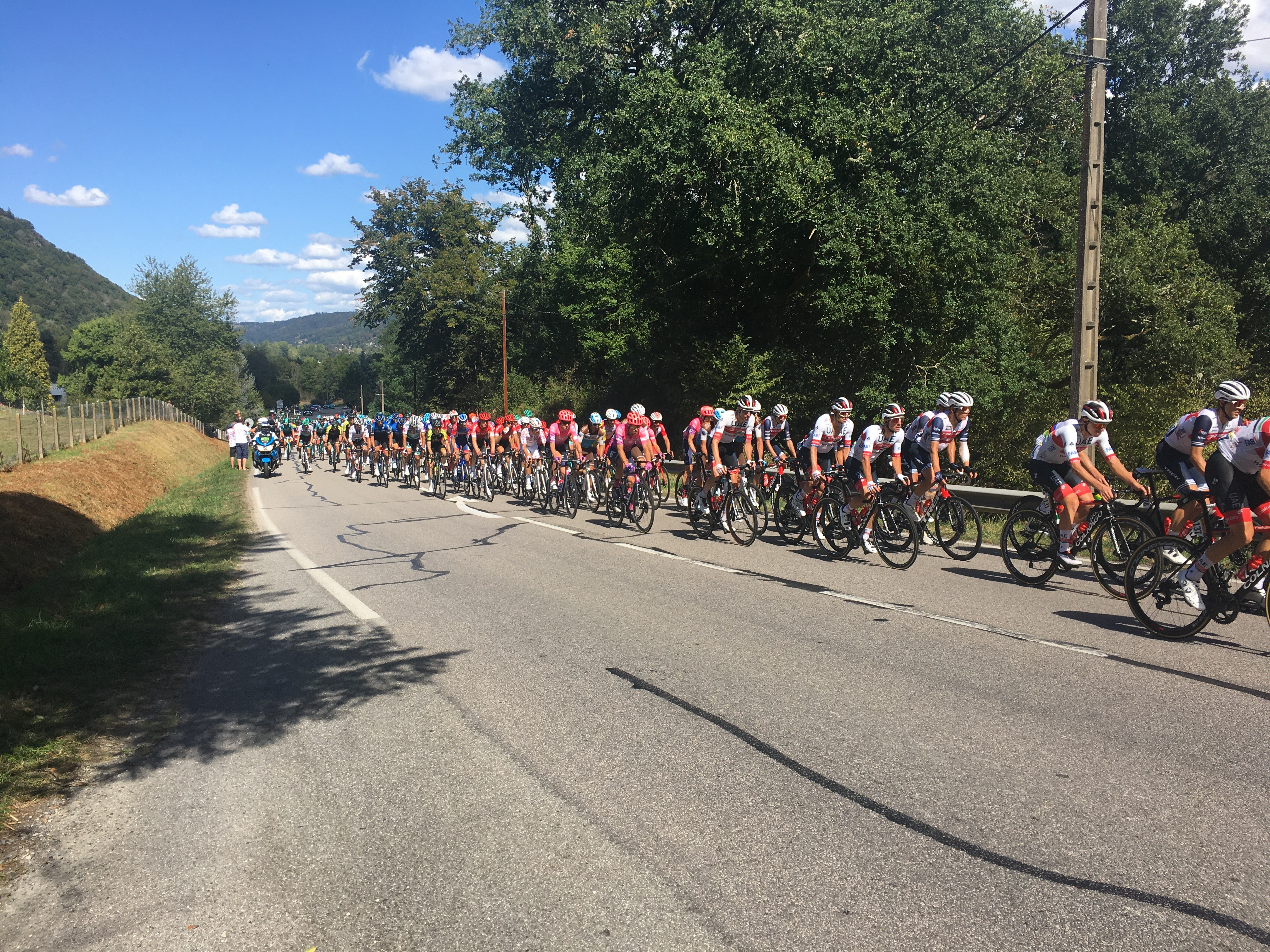
途径博尔莱索格的环法自行车赛队伍

### 教育
博尔莱索格属于利摩日学区。截至2021年1月1日，博尔莱索格境内共有1所幼儿园、1所小学和1所初级中学。2021至2022学年度，博尔莱索格境内共有在校中等教育阶段学生130名。

### 医疗
截至2021年1月1日，博尔莱索格境内共有全科医生3名、保健师8名、牙医4名和护士8名。境内共有药房2家、残疾人帮扶中心3家。
博尔莱索格中心医院（Centre Hospitalier de Bort-les-Orgues）是法国的一个区域性医疗机构，其主病区位于博尔莱索格市区，设有床位145个，是当地规模最大的公立综合性医院。

### 住房
2019年，博尔莱索格境内共有各类住房2,132套，其中62.4%为独立式居民区，36.5%为集中式居民区。常住房屋占博尔莱索格市镇范围内居民建筑总量的64.3%。
在住房保障政策方面，2021年，博尔莱索格境内共有290户家庭获得了住房经济补助，受益人数占总人口数量的11.2%，其中281份为房租补助。

### 商业
2021年，博尔莱索格境内共有各类实体商铺101家，其中餐厅12家、大型超市4家、面包房5家、肉铺2家、书店2家、银行门店5家、美容美发店8家、汽车维修店9家。镇中心建有家乐福、Aldi等购物商场。

### 体育
2021年，博尔莱索格境内共有1家游泳池、2间体育馆、4处网球场以及2处足球或橄榄球场。
截至2023年7月，博尔五人制足球联盟（Association Futsal Bortoise，编号560800）是博尔莱索格境内唯一的一家注册足球俱乐部。
博尔友谊体育俱乐部是博尔莱索格的一家橄榄球俱乐部，该队成立于1904年，其主队2023至2024赛季参加法国区域橄榄球联赛（奥弗涅区，法国第八级别），其主场为让-巴蒂斯特·布兰球场（Stade Jean-Baptiste-Brun）。
2020年环法自行车赛第13赛程经过博尔莱索格。

### 环境
博尔莱索格的环境事务由其所属的上科雷兹市镇公共社区联合各级政府协调负责。2021年，博尔莱索格境内共有2家污染企业。

### 治安
2021年，博尔莱索格市镇范围内共有1处宪兵队。
博尔莱索格及其附近的共121个市镇是于塞勒国家宪兵队（zone gendarmerie d'Ussel）的管辖范围。2020年，该宪兵队累计记录各类案件1,183起，其中盗窃类案件464起，经济类案件278起，毒品交易类案件86起。

## 文化

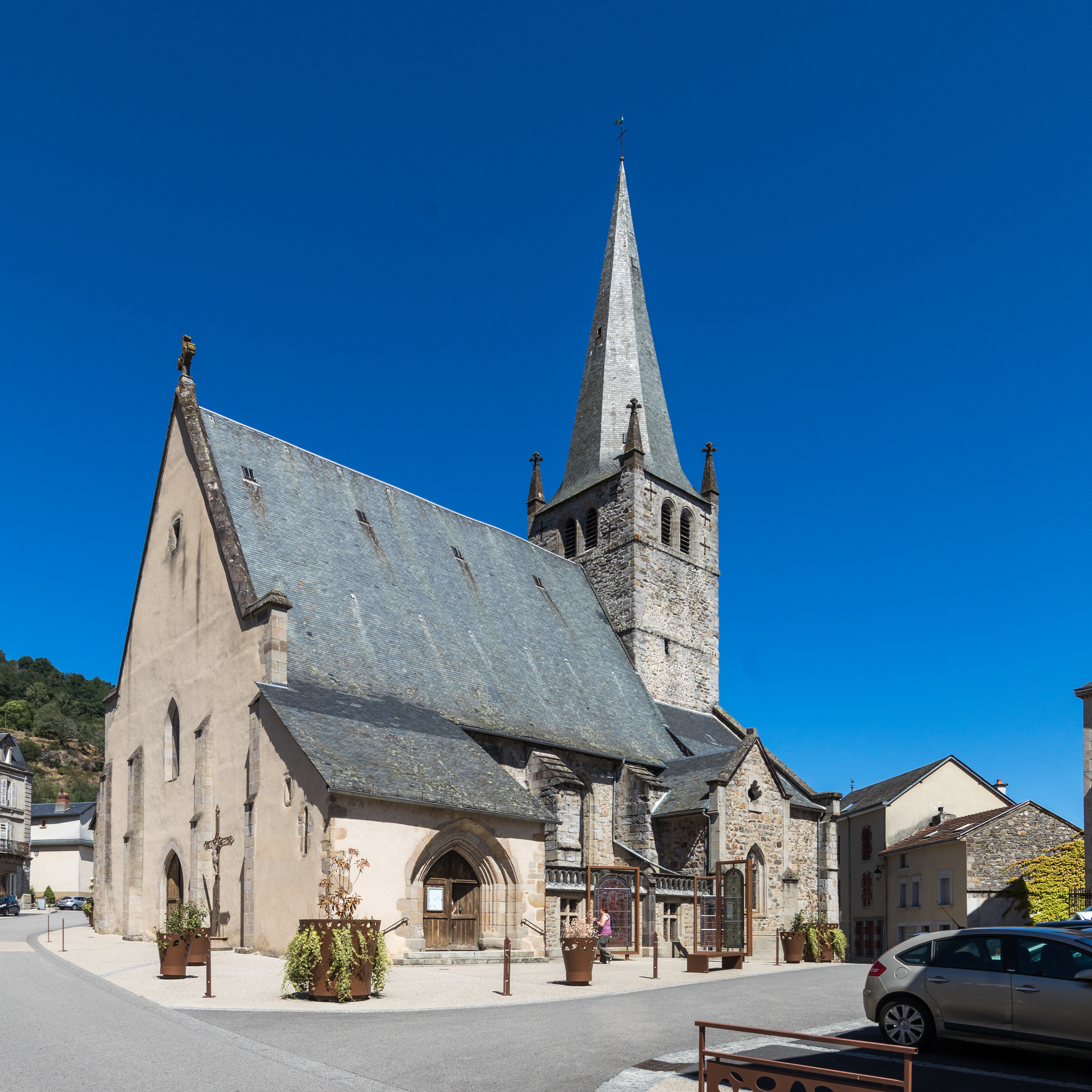
圣日耳曼教堂

2021年，博尔莱索格境内有1家电影院。博尔莱索格市内建有让-弗朗索瓦·马蒙泰尔图书馆（Bibliothèque Jean-François Marmontel），每周二至六向公众开放。

### 建筑
博尔莱索格境内有多处历史建筑，其中小麦集市大堂为法国国家文物保护单位，君士坦丁堡圣日耳曼教堂（Église Saint-Germain-de-Constantinople de Bort-les-Orgues）则是当地的地标性建筑物。

### 旅游
博尔莱索格的旅游事务由其所属的上科雷兹市镇公共社区负责。2022年，博尔莱索格境内共有2家酒店共计49间房间；另有1个露营地，可容纳共162辆露营车。

### 媒体
法国主要的媒体均可在博尔莱索格接收，法国电视三台下属的新阿基坦大区频道在部分时段播出博尔莱索格所在科雷兹省的地方新闻。蓝色法兰西利穆赞广播、Totem广播、《山地报》、Scoop广播等为当地主要的地方性媒体。

## 相关人物
法国历史学家让-弗朗索瓦·马蒙泰尔、电影演员皮埃尔·托尔纳德、女演员弗洛朗丝·康坦和足球运动员达尼埃尔·迪蒂埃尔出生于博尔莱索格。

## 友好城市
截至2023年7月，博尔莱索格共与一座城市建立了友好城市关系：
- 法國 圣于连莱梅斯